# Крамничка жахів (мюзикл)
Крамничка жахів — комедійний рок-мюзикл жахів. Композитор — Алан Менкен, автор текстів та лібрето — Говард Ешмен. Мюзикл розповідає історію нещасного працівника квіткової крамниці, який вирощує рослину, що харчується кров’ю та людським м’ясом. Мюзикл написаний на основі низькобюджетного чорного комедійного кінофільму 1960 року «Крамничка жахів». Музика, створена Менкеном у стилі рок-н-ролу початку 1960-х, Ду-воп та раннього Motown, включає кілька відомих мелодій — «Skid Row (Downtown)», «Somewhere That Green» та «Suddenly, Seymour».
Прем'єра мюзиклу відбулася на Оф-Бродвей у 1982 році, перш ніж переїхати до Orpheum Theatre на Бродвей, де його покази тривали протягом п'яти років. Отримав численні сценічні втілення в США та за кордоном, а потім знов повернувся на Бродвей. Завдяки невеликій кількості учасників, мюзикл став популярним серед громадських театрів, шкіл та інших аматорських колективів. На базі мюзиклу також знято однойменний фільм у 1986 році, режисером якого став Френк Оз.

## Синопсис
Акт I
Голос за сценою згадує часи, коли людський рід «раптово зіткнувся із смертельною загрозою самому своєму існуванню». Тріо вуличних дівчат 1960-х на ім'я Крістал, Ронетт і Чіффон відкривають шоу сценою («Little Shop of Horrors») та коментують події протягом усього дійства. Сеймур Крелборн — бідний хлопець, сирота, що живе в бідному небезпечному районі Skid Row. Одрі — симпатична блондинка з дуже сумнівним почуттям стилю. Вони обидва нарікають на свої життєві обставини («Skid Row (Downtown)»). Герої є працівниками «Mushnik Skid Row Florists», квіткового магазину, що належить вередливому пану Мушніку. Віднедавна Сеймур тримає тут таємничу рослину, схожу на велику Венерину мухоловку. Коли він оглядав оптову базу квітів, сталося раптове затемнення сонця, і коли світло повернулось, з’явилася дивна рослина («Da-Doo»). Сеймур, який таємно закоханий в Одрі, називає рослину Одрі II на її честь.
Рослина не розквітає в нових умовах і, здається, гине. Сеймур міркує, чому так відбувається, адже він так добре про неї дбає. Випадково  він проколює собі палець колючкою троянди, що спричиняє появу крові і бутон Одрі II спрагло відчиняється. Таким чином Сеймур робить відкриття — Одрі II потрібна кров, щоб вижити і дозволяє рослині смоктати кров зі свого пальця («Grow for Me»). По мірі зростання Одрі II стає популярною цікавинкою, що починає пожвавлювати бізнес Мушніка. Доглядача рослини, боязкого Сеймура, раптом вважають героєм («Ya Never Know»), а Одрі таємно прагне кинути свого крутого хлопця. Її мрія — жити ідеальним життям разом із Сеймуром десь за містом, мати будинок з землею, вечері з заморожених продуктів та пластикові меблі («Somewhere That's Green»).
Тим часом працівники «Мушніка» ремонтують та оновлюють квіткову крамничку завдяки популярності стрімко зростаючої Одрі II та прибуткам, які вона приносить («Closed for Renovation»). Орін Скривелло, стоматолог-садист — хлопець Одрі, який її весь час кривдить. За зразком персонажів «Leader of the Pack» 1950-х, Орін їздить на мотоциклі, носить шкіряні речі і любить робити іншим боляче («Dentist!»). Орін закликає Сеймура забрати цю рослину і вибратися з Skid Row. Розуміючи, що раптова прибутковість магазину повністю залежить від рослини (і, отже, від Сеймура), Мушнік використовує наївність Сеймура, пропонуючи всиновити його та зробити повноправним партнером у бізнесі. Сеймур завжди мріяв мати сім'ю, тому приймає цю пропозицію, хоча Мушнік постійно кричав на нього та погано ставився. («Mushnik and Son»). Сеймур відчуває, що стає все складніше забезпечувати істоту достатньою кількістю крові, щоб зберегти життя Одрі II. Коли Сеймур припиняє годувати рослину, раптово виявляється, що Одрі II вміє говорити. Монстр вимагає крові та обіцяє, що, якщо його нагодують, він зробить так, що всі мрії Сеймура здійсняться. Спочатку Сеймур відмовляється, оскаржуючи твердження Одрі II про те, що багато людей заслуговують на смерть, але потім він сам стає свідком того, як Орін знущається над Одрі. Монстр подає це, як цілком логічне виправдання для вбивства Оріна. Не усвідомлюючи, що ним знову маніпулюють, Сеймур поступається своїм інстинктам і погоджується скоїти злочин («Feed Me (Git It)»).
Він призначає нічну зустріч Оріну, маючи намір його вбити. Однак Сеймур починає нервувати та змінює рішення. На жаль для Оріна, який отримує високий вміст закису азоту, газовий пристрій застрягає у положенні «увімкнено», і він задихається, благаючи Сеймура врятувати його. Сеймур не може змусити себе стріляти в Оріна, але дозволяє йому померти від задухи («Now (It's Just the Gas)»). Сеймур годує тіло Оріна величезною Одрі II, рослина споживає його і неймовірно цим задоволена («Coda (Act I Finale)»).
Акт II
У квітковій крамниці бізнес кипить, і Сеймур та Одрі ледве встигають за кількістю замовлень («Call Back in the Morning»). Одрі зізнається Сеймуру, що почувається винною у зникненні Оріна, бо таємно вона сама бажала цього. Вони впевнюються у взаємних почуттях, і Сеймур обіцяє, що відтепер він буде захищати Одрі та піклуватися про неї. («Suddenly, Seymour»). Вони будують плани піти з крамниці разом і розпочати нове життя, хоча Сеймур помилково приписує почуття Одрі його новоспеченій славі, не розуміючи, що вона кохала його ще до того, як він знайшов рослину.
Перед тим як піти, Мушнік свариться із Сеймуром щодо смерті Оріна. Мушнік швидко «складає два плюс два»: криваву форму стоматолога, краплі крові на підлозі, а також він бачив, як Сеймур і Одрі цілуються. Сеймур заперечує свою провину у вбивстві Оріна, але Мушнік має намір написати заяву в поліцію, щоб та розпочала розслідування. Одрі II каже Сеймуру, що йому доведеться позбутися Мушника, інакше він втратить усе і Одрі також («Suppertime»). Сеймур каже Мушніку, що він поклав розписки в Одрі II на зберігання. Мушнік забирається всередину роззявленої пащі рослини, щоб знайти гроші, усвідомлює обман занадто пізно, і голосно кричить, коли його поїдає монстр. Тепер Сеймур керує квітковою крамницею, і до нього приходять репортери, продавці, адвокати та агенти, обіцяючи йому славу та багатство. Незважаючи на спокусу в насолоджуватись успіхом, Сеймур усвідомлює, що лише питання часу, коли Одрі II знову вб’є, і що він несе за це моральну відповідальність. Він думає знищити рослину, але думає, що його слава — це єдине, що приносить йому любов Одрі, і він не в змозі позбутись монстра. («The Meek Shall Inherit»).
Коли Сеймур працює над своєю промовою під час лекційного туру, Одрі II знову репетує, що хоче крові. Сеймур погрожує вбити його, а Одрі входить з питанням, коли Мушнік повернеться від своєї «хворої сестри». Сеймур дізнається, що Одрі все одно кохала б його без слави, і вирішує, що Одрі II повинна померти після запланованого інтерв'ю журналу LIFE у магазині. Одрі спанталичена всією цією маячнею Сеймура, вона біжить додому. Тієї ночі, не здатна заснути і засмучена дивною поведінкою Сеймура, Одрі йде до квіткової крамнички, щоб поговорити з ним. Його немає, і Одрі II благає її напоїти її. Не відчуваючи смертної небезпеки, вона підходить до води, і лоза обертається навколо неї та втягує її в роззявлену пащу істоти («Sominex / Suppertime II»). Сеймур з'являється та кидається до рослини, намагаючись врятувати Одрі. Він витягує її, але Одрі смертельно поранена. Її останнє бажання полягає в тому, щоб Сеймур згодував її рослині після смерті, щоб вони завжди могли бути разом. Вона помирає у його на руках, і він неохоче вшановує її прохання («Somewhere That's Green» (реприза)). Сеймур засинає, а Одрі II вирощує маленькі червоні бутони квітів.
Наступного дня Патрік Мартін із Всесвітнього ботанічного підприємства розповідає Сеймуру, що його компанія бажає продавати листові живці Одрі II у квіткових магазинах по всій Америці. Сеймур реалізує злий план монстра: захоплення світу. Він намагається застрелити, зрізати та отруїти рослину, але вона стала занадто витривалою. Сеймур у відчаї набігає на розкриті щелепи з мачете, плануючи вбити його зсередини, але монстр його швидко з'їдає. Патрік, Крістал, Ронетт і Чіффон шукають Сеймура. Не знайшовши його, Патрік каже дівчатам взяти живці.
Крістал, Ронетт і Шифон розповідають, що після цих подій по всій Америці з’явились інші рослини, які обманювали наївних людей, щоб вони годували їх кров’ю в обмін на славу та багатство. Крізь туман, більша, ніж будь-коли, з’являється  Одрі II з розкритими новими квітами, що розкривають обличчя Сеймура, Одрі, Мушника та Орін, які благають, що, якими б переконливими не були рослини, їх не можна годувати («Finale Ultimo (Don't Feed the Plants)»). Одрі II з погрозою рухається у напрямку залу (в оригінальній постановці Оф-Бродвей рослинні вусики падали по всій аудиторії, ніби намагаючись кожного глядача втягнути на завод, тоді як у бродвейській версії прогнозували жахливо величезну Одрі на п’ятий ряд і на балконні сидіння, ніби вона планує з’їсти людей в залі.)

## Перші постановки

### Оф-Бродвей
Світова прем’єра мюзиклу відбулася 6-го травня на Оф-оф-Бродвей 6 травня 1982 року в Workshop of the Players Art Foundation  (Театр WPA), покази відбувались до 6 червня 1982 року. Мюзикл відкрився на Оф-Бродвей в Orpheum Theatre в східному Мангеттені 27 липня 1982 року. Постановка, режисером якої став Ешмен під музичним керівництвом Еді Коуан, була схваленьно прийнята критиками та отримала кілька нагород, включаючи премію Драма Деск 1982-1983 за Видатний мюзикл, а також New York Drama Critics Circle Award за Найкращий мюзикл та премію Outer Critics Circle. Говард Ешмен у вступі до акторської версії лібрето написав, що шоу «є сатирою на багато речей: наукову фантастику, фільми класа «В», саму музичну комедію і навіть легенду  про Фауста». Ролі виконали: Лі Вількоф у ролі Сеймура, Еллен Грін у ролі Одрі, Хай Анцелл у ролі містера Мушніка, Франк Луз у ролі Оріна та інші дрібні ролі, Лейлані Джонс в ролі Чіффон, Рон Тейлор як голосу Одрі II та Мартін П. Робінзон в ролі маріонетки Одрі II.
Покази тривали 5 років. Коли вони завершились 1 листопада 1987 р., після 2209 шоу, мюзикл став третім за тривалістю музичним музичним твором і найкасовішою постановкою в історії Оф-Бродвей. Хоча мюзикл був запрошений перейти на Бродвей, автор книги Говард Ешмен відчував, що шоу мало залишитись там, де воно й було. Оскільки воно не випускалося на Бродвеї, оригінальна постановка не мала права отримати премію Тоні 1982 року. Продюсерами шоу виступили Театр WPA, Девід Геффен, Кемерон Макінтош та Організація Шуберта. Маріонеткою Одрі II керував Мартін П. Робінсон, яку розробив власноруч.
Оригінальний запис каст-альбому, що вийшов у 1982 році, пропустив пісні «Call Call in the Morning» та репризу «Somewhere That Green», а також скоротив версії «Now (It's Just the Gas)», «Mushnik and Son». і «The Meek Shall Inherit». Також порядок треків було змінено, пісня «Closed for Renovation», яка з'являється в шоу після «Somewhere That Green», а в каст-альбомі після «Now (It's Just the Gas)» служить переходом від смерті Оріна до любовної балади «Акт II» «Suddenly, Seymour». У записі взяла участь Лейлані Джонс, яка замінила Марлен Даніель в ролі Чіффон через два тижні після відкриття мюзиклу.

### Вест Енд
Постановка у Лондонському Вест-Енді відкрилася 12 жовтня 1983 року в Comedy Theatre, продюсер — Кемерон Макінтош.

### Австралія та Канада
Австралійська постановка, відкрита в Her Majesty's Theatre, Перт, 14 січня 1984 року. Потім переїхала до Theatre Royal  в Сіднеї з 7 листопада 1984 року, а Comedy Theatre в Мельбурні — з лютого 1985 року

## Музичні номери
| Акт I - Prologue ("Little Shop of Horrors") – Чіффон, Крістал та Ронетт - "Skid Row (Downtown)" – Всі - "Da-Doo" – Чіффон, Крістал та Ронетт (Сеймур говорить) - "Grow for Me" – Сеймур - "Ya Never Know" – Мушнік, Чіффон, Крістал, Ронетт та Сеймур - "Somewhere That's Green" – Одрі - "Closed for Renovation" – Сеймур, Одрі та Мушнік - "Dentist!" – Орін,Чіффон, Крістал, Ронетт - "Mushnik and Son" – Мушнік та Сеймур - "Sudden Changes" – Сеймур - "Feed Me (Git It)" – Одрі II and Сеймур - "Now (It's Just the Gas)" – Орін та Сеймур - "Coda (Act I Finale)" – Чіффон, Крістал, Ронетт and Одрі II | Акт II - "Call Back in the Morning" – Сеймур та Одрі - "Suddenly, Seymour" – Сеймур, Одрі, Чіффон, Крістал, Ронетт - "Suppertime" – Одрі II (Сеймур та Мушнік говорять) - "The Meek Shall Inherit" – Всі - "Sominex/Suppertime II" – Одрі та Одрі II - "Somewhere That's Green" (reprise) – Одрі (Сеймур говорить) - "Finale Ultimo (Don't Feed the Plants)" – Всі |

## Каст (Акторський склад)
| Герой                  | Оф-Бродвей (1982)   | Вест-Енд (1983) | Бродвей (2003)                                            | Тур США (2004)                                          | Вест-Енд revival (2007) | 1й Тур Велика Британія (2009)         | 1й Тур Велика Британія (2016) |
| ---------------------- | ------------------- | --------------- | --------------------------------------------------------- | ------------------------------------------------------- | ----------------------- | ------------------------------------- | ----------------------------- |
| Сеймур Крелборн        | Лі Вілкоф           | Баррі Джеймс    | Хантер Фостер                                             | Ентоні Репп                                             | Пол Кітінг              | Деміан Хамблі                         | Сем Лаптон                    |
| Одрі                   | Елен Грін           | Елен Грін       | Керрі Батлер                                              | Тері Келлі                                              | Шерідан Сміт            | Клер Бакфілд                          | Стефані Кліфт                 |
| Пан Мушнік             | Hy Anzell           | Гаррі Тауб      | Роб Барлетт                                               | Ленні Вулп                                              | Беррі Джеймс            | Сильвестр Маккой                      | Пол Кіссон                    |
| Орін Скривелло та інші | Френк Луз           | Теренс Хіллер   | Дуглас Сіллс                                              | Джеймс Мойє                                             | Єлістер МакГован        | Алекс Фернс                           | Райдіан Робертс               |
| Чіффон                 | Марлен Даніель      | Нікола Блекман  | ДеКуіна Мур                                               | Ясмін Сулейман                                          | Кетті Кер               | Надя Ді Мамбро                        | Ванесса Фішер                 |
| Крістал                | Дженніфер Лі Уоррен | Доун Хоуп       | Тріша Джеффрі                                             | Аміна Робінсон                                          | Меліса Нікола           | Кетрін Девіс                          | Саша Латойя                   |
| Ронетт                 | Шейла Кей Девіс     | Шезвау Пауелл   | Карла Дж. Харгрув                                         | ЛаТойя Холмс                                            | Дженні Фіцпатрік        | Донна Хайнс                           | Кессі Клер                    |
| Одрі II (голос)        | Рон Тейлор          | Гарі Мартін     | Майкл-Леон Вулі                                           | Майкл Джеймс Леслі                                      | Майк МакШейн            | Клайв Роу                             | Джош Вілмотт                  |
| Audrey II (лялькар)    | Мартін П. Робінзон  | Ентоні Есбері   | Мартін П. Робінзон Ентоні Есбері Білл Ремінгтон Мет Вогєл | Пол МакГінніс Марк Петросіно Майкл Латіні Ентоні Есбері | Енді Хіт                | Енді Хіт Брайан Херррінг Лестін Еванс | Джош Вілмотт                  |

## Відмінності фільму 1960 року та мюзиклу
Додаткова інформація: Крамнчика жахів
Мюзикл заснований на основній концепції чорної комедії 1960 року, хоча він і змінює значну частину історії. Дія перенесена з Skid Row, в Лос-Анджелесі на Skid Row в Нью-Йорку. Іпохондрична єврейська мати Сеймура у мюзиклі відсутня і Сеймур стає сиротою під опікою Мушніка. Також немає епізодів, в яких брали участь два слідчі поліцейські. Персонажі пані Сідді Шиви та Бурсона Фуча також не вказані, хоча пані Шива згадується коли йдеться про найбільший похоронний рахунок у магазині. Радісний стоматолог-мазохіст, якого спочатку грав Джек Ніколсон, не війшов до мюзиклу, але є у фільмі 1986 року, який зіграв Білл Мюррей.
У мюзиклі стоматолога-садиста Оріна Скривелло вбиває задуха від сміху, замість смерті від стоматологічних інструментів, як у фільмі. Його аб’юзивні стосунки з Одрі додані до лібрето мюзиклу, щоб обгрунтувати його вбивства для Сеймура. У фільмі Сеймур вбиває кількох невинних сторонніх, а Мушнік обманює злодія, щоб той шукав гроші всередині рослини, яка з'їдає злодія. У мюзиклі Сеймур так само обманює Мушніка, коли Мушнік планує здати Сеймура в поліцію. Дві сусідські дівчата у фільмі замінюються в мюзиклі хором з трьох вуличних дівчат: Крістал, Чіффон і Ронетт, названі на честь (і нагадують їх) дівочих груп 1960-х. Рослина в мюзиклі названо Одрі II, а не як у фільмі «Одрі Джуніор», і замість того, щоб бути схрещеним метеликом з Венериною мухоловкою, у мюзиклі це істота з космосу, яка має намір захопити світ.
Мабуть, найбільша різниця у фіналі. Мюзикл завершується тим, що Орін, Мушнік, Одрі та Сеймур (усі з'їдені монстром), і три дівчини повідомляють, що потомство Одрі II продовжує споживати людей. У фільмі 1960 року Мушник і Одрі виживають, а хижа діяльність рослини виявляється, коли на її квітках розпускаються обличчя жертв, включаючи Сеймура. Мюзикл посилається на цей фінал у своєму фіналі, обличчя чотирьох жертв рослини видно у його квітах.
Зміні фіналу мюзиклу сприяла метафора зображення класової боротьби та моральних цінностей. У той час, як у фільмі 1986 року Сеймур та Одрі тікають до омріяного заміського будинку,  відтворюючи ідеали американської мрії 1950-х, мюзикл натякає на метафоричне зображення жадібності Сеймура як рослини. Жадібність Сеймура поступово поглинає його самого і Одрі. Мюзикл взаємодіє з ідеями, що стосуються людських цінностей, в особі капіталістичної культури, позбавляючи сил тих, хто охоплений жагою особистої грошової вигоди та не помічає моральних цінностей. Він служить соціальним коментарем товарного фетишизму.

## Подальші постановки

### Спроба 2003 року на Бродвеї та тур 2004 року
У 2003 році було заплановано відродження Крамнички жахів на 8 мільйонів доларів з метою відкриття на Бродвеї. Постановка до Бродвею дебютувала в Miracle Theatre in Coral Gables, штат Флорида, 16 травня 2003 року. Лі Вілкоф, який взяв на себе роль Сеймура в 1982 році, був обраний у ролі пана Мушніка. Постановкою керувала дружина Вількофа, Конні Граппо, яка була помічником Говарда Ешмена під час оригінальної постановки. Лялькар Мартін П. Робінсон, який розробив оригінальні ляльки Одрі II, залучив компанію Джим Хенсон для створення нових ляльок для шоу. Хантер Фостер та Еліс Ріплі зіграли Сеймура та Одрі, а Біллі Портер був голосом Одрі II.
Критики скаржились, що, розширивши виставу на більший театр, втрачається її близькість; вони також зазначали, що вибір кількох акторів є помилковим. У 2003 році продюсери оголосили, що постановку на Бродвеї скасовано. Тим не менше, протягом декількох тижнів Граппо було замінено на досвідченого режисера Бродвею Джеррі Закса, який звільнив увесь каст, крім Фостера, і розпочав постановку з нуля. Новий кастинг був оголошений в липні. 

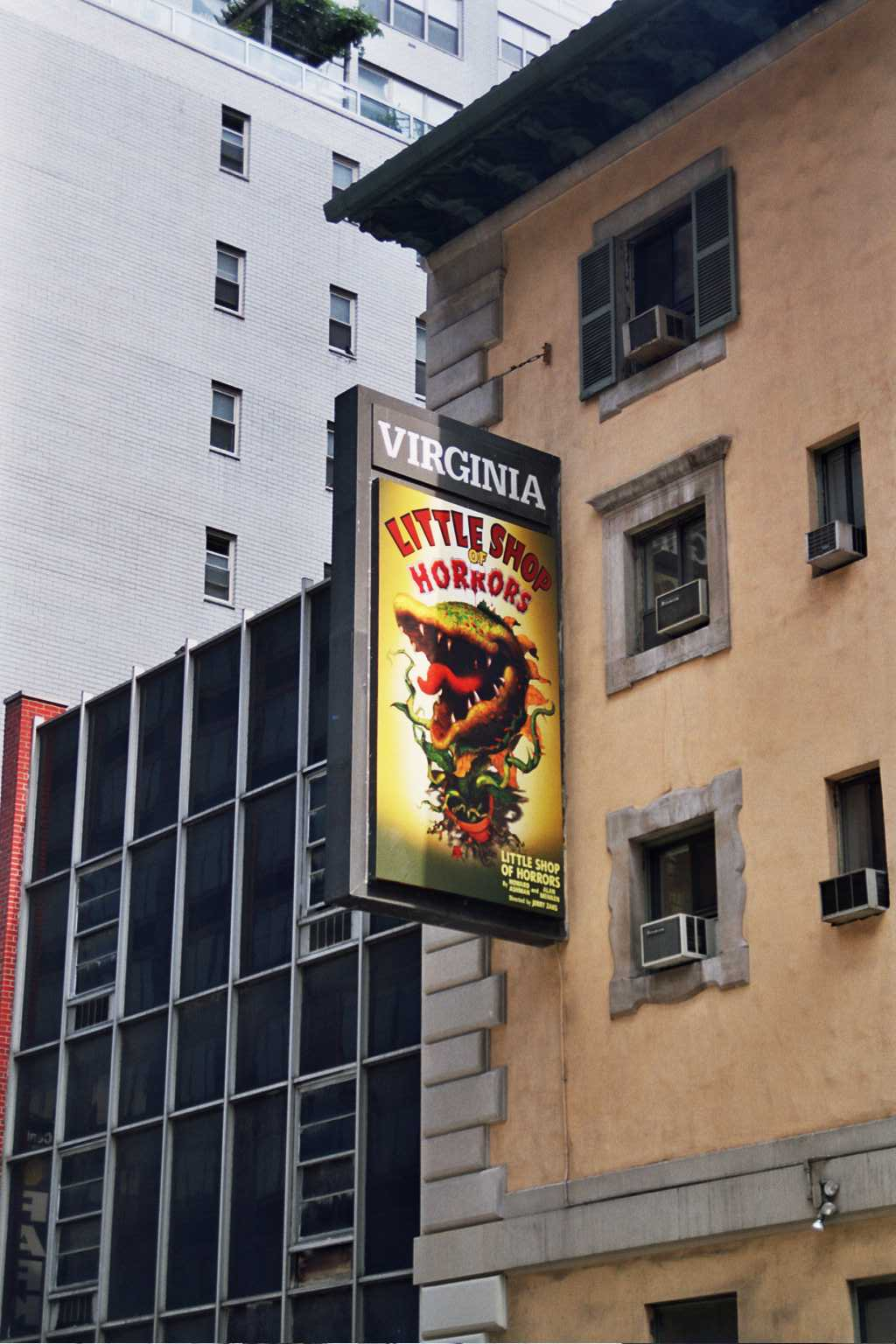
Virginia Theatre на Бродвеї

Мюзикл дебютував на Бродвеї у Virginia Theatre  2 жовтня 2003 року з Фостером в ролі Сеймура, Керрі Батлер в ролі Одрі, Робом Бартлеттом в ролі містера Мушніка, Дугласом Сіллсом в ролі Оріна, Майклом-Леоном Вулі в ролі голосу Одрі II та ДеКуїни Мур як Чіффон. Хоча це був перше шоу на Бродвеї, успіх в кіно та численні регіональні постановки допомогли йому потрапити до категорії «Відродження» премії Тоні 2003 року. Фостер був номінований на премію Тоні за найкращу чоловічу роль у мюзиклі у 2004 році за свою роль. Відродження було досить наближеним до постановки 1982 року. Зміни включали розширену версію заголовної пісні, почутої у фільмі 1986 року, і розширену версію «Ya Never Know» із введенням радіо «WSKID», а також переглянутий Фінал Акта I та доданий антракт перед «Call Back in the Morning». Оркестровки були підсилені для великого театру.
Запис вийшов 21 жовтня 2003 р. Були включені демонстраційні записи п'яти пісень («A Little Dental Music», «The Worse He Treats Me», «We'll Have Tomorrow», «Bad» та «I Found a Hobby»), вирізані в процесі розвитку мюзиклу як бонусний матеріал для альбому.  Постановка закрилася 22 серпня 2004 р. Після 40 попереднього перегляду та 372 виступів. Заключний каст Бродвею включав Джої Фатоне в ролі Сеймура.
10 серпня 2004 року розпочався американський національний тур бродвейської постановки, в якому Ентоні Репп зіграв роль Сеймура, Тарі Келлі - Одрі, а Ленні Вулп - Мушніка. Тур завершився 16 квітня 2006 р. У Коламбусі, штат Огайо.

### 2006 Menier Chocolate Factory та 2007 Вест Енд
Розроблена велика модель чудовиська Одрі, схожа на величезнк Венерину мухоловку, пожирає жінку, ноги якої стирчать з рота — Одрі II пожирає Одрі; 2006–07 Прем'єра Лондонської постановки відбулася 17 листопада 2006 року на Menier Chocolate Factory. У цьому відродженні, режисером якого був Метью Уайт, була представлена нова Одрі II, розроблена Девідом Фарлі. Постановка мала комерційний успіх і була передана в Duke of York's Theatre i в лондонському Вест-Енді в березні 2007 року. У червні 2007 року вистава була передана в Ambassadors Theatre, де закінчилася 8 вересня 2007 року. У касті Вест-Енда були Пол Кітінг у ролі Сеймура, Шерідан Сміт — Одрі, Алістер Макгоуан — Орін, а Майк Макшейн — голос Одрі II. Сміт і Макгоуан отримали номінації на премію Лоуренса Олів'є у 2008 році, а постановка була номінована на найкраще музичне відродження.

### Тур по Великій Британії 2009 р.
Menier Chocolate Factory здійснили турне по Великій Британії в 2009 році з кастом, який включав Дейміана Хамблі в ролі Сеймура, Клер Бакфілд у ролі Одрі, Алекса Фернса в ролі Оріна, Сильвестра Маккой у ролі містера Мушніка та Клайва Роу в ролі голосу Одрі II.

### 2015 Три вистави на біс!
Показит концертної версії в New York City Center в рамках Off-Center відбулись в липні 2015 року. Режисер — Дік Скенлан, у головній ролі — Джейк Гілленхол у ролі Сеймура, — у ролі Одрі. Таран Кілам зіграв Оріна, а в ролі тріо дівчат виступили Трейсі Ніколь Чепмен, Марва Хікс і Рамона Келлер. Джо Гріфасі був паном Мушніком, а Едді Купером — рослиною. Рецензенти високо оцінили гру Гріна, Гілленхол та каст загалом.

### 2019 американське відродження
Відродження Оф-Бродвей в Westside Theatre розпочало передпокази 17 вересня 2019 року, офіційне відкриття було — 17 жовтня 2019 року. В каст увійшли Джонатан Ґрофф в ролі Сеймура (Гідеон Глік замінив його з 5 по 17 листопада та з 21 січня по березень 11, 2020), Таммі Бланшард в ролі Одрі, Крістіан Борле в ролі Орін і Том Алан Роббінс в ролі містера Мушніка. Майкл Майер режисер, хореографія Елленор Скотт. Дизайнером освітлення був Бредлі Кінг. Рослина для цпостновик була спроектована Ніколасом Махоном, озвучив її Кінгслі Леггс. Постановка припинила покази 11 березня 2020 року через пандемію COVID-19  і має відкритися знов 21 вересня 2021 року, а Джеремі Джордан —в ролі Сеймура; Очікується повернення Майєра, Скотта та більшості касту.

## Ляльки Одрі II

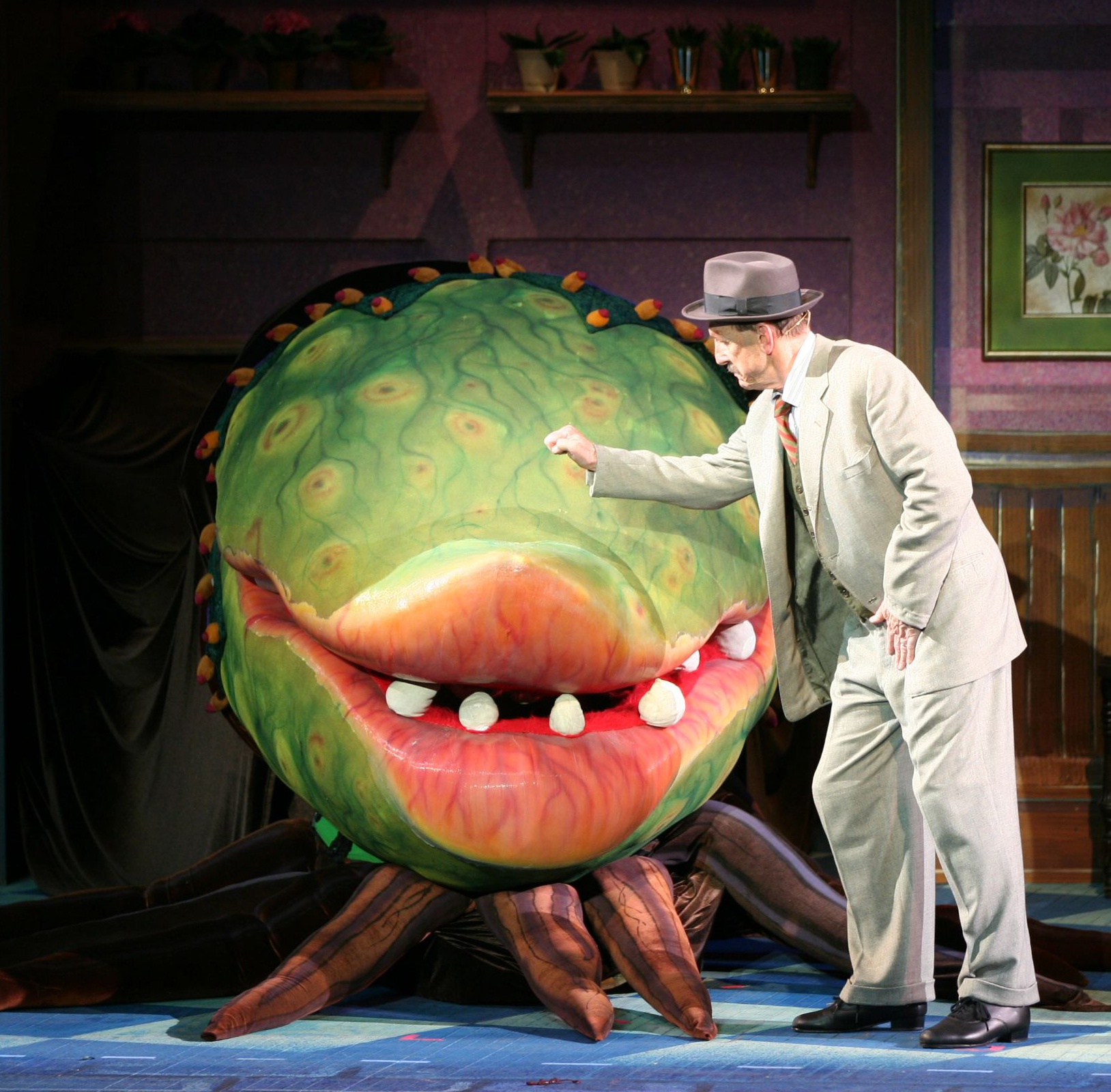
Крамничка жахів, 2011

Персонаж Одрі II описується як «Антропоморфний гібрид Венериної мухоловки та авокадо. Він — величезний, неприємний вигляд, який набуває подібності до акули, коли він відкриває пащу та клацає нею. Істоту грає серія зростаючих великих маріонеток».
У постановці перша маріонетка-лялька — це невелика рослина в горщику «заввишки менше одного фута», яку тримає актор, що грає Сеймура. Він сам маніпулює рослиною рукою, а потім кладе його вниз, куди воно рухається невидимою рукою з-під полиці.
Друга маріонетка трохи більша за першу і нею керує Сеймур під час пісні «You Never Know». Підроблена рука в рукаві курткиСеймура, прикріплена до горщика рослини, тоді як справжня рука актора керує рослиною.
Третя лялька сидить на підлозі і є досить великою, щоб сховати людину всередині. Вона рухає ротом рослини синхронно з голосом Одрі II, який подається актором поза сценою у мікрофон. Ноги лялечника одягнені в зелені колготки з «листовим» взуттям, яке служить частиною вусиків рослини.
У Акті II найбільша маріонетка знову ховає актора всередині, який маніпулює ротом ляльки та часто деякими її гілками. До цього моменту голова має довжину щонайменше шість футів і здатна «ковтати» персонажів.
На завершення можна зробити доповнення, щоб зробити рослину вищою і навіть більшою. Актори та сцена часто використовуються для переміщення більших гілок та коренів, які в оригінальній постановці Оф-Бродвей вилися зі сцени в зал. У деяких постановках висячі виноградні лози під стелею посилюють ефект Одрі II, яка ніби загрожує глядачам.
Аматорські постановки «Крамнички жахів» отримують проекти для побудови ляльок від MTI, як частину прокату сценаріїв та партитури, заснованих на оригінальних проектах Мартіна П. Робінзона. Деякі компанії, які в минулому створювали шоу та будували власні ляльки, здають їх в оренду іншим компаніям, щоб окупити частину своїх витрат на виробництво.

## Адаптації

### Художній фільм 1986 р. «Маленька крамниця жахів».
Кіноверсія мюзиклу була зроблена в 1986 році. Режисер — Френк Оз, який був визнаний єдиним фільмом Говарда Ешмена. У ньому знялися Рік Мораніс — Сеймур, Елен Грін — Одрі, Вінсент Гарденіа —містер Мушнік, Стів Мартін — Орін Скривелло,і голос Леві Стаббса в ролі Одрі II. Білл Мюррей зіграв невелику комічну роль мазохіста Артура Дентона. Фільм 1986 року уважно слідує за сюжетом мюзиклу, але опускає пісні «Ya Never Know» (переписаний як «Some Fun Now», тріо для Crystal, Ronette and Chiffon), «Mushnik and Son», «Now (It's Just the Gas)», «Sudden Changes», «Closed for Renovation» та «Call Back in the Morning»; закінчення також опускає «Finale Ultimo (Don't Feed The Plants)». Інші зміни включають вилучення пропозиції пана Мушника про усиновлення та нову розв'язку, в якій Сеймур зможе врятувати Одрі від Одрі II, а потім ударить електричним струмом рослину після того, як руйнує цех. Сеймур і Одрі одружуються і переїжджають до дому, про який вона мріє, але в їхньому саду видно маленький бутон типу Одрі II, що віщує можливе поширення чужорідних рослин. Був знятий кінець, більш близький до сценічної версії, в якому рослина з'їдає Одрі та Сеймура, а потім, виростивши до величезних розмірів і розмножившись, вирушає по Нью-Йорку у стилі Кінг Конга. Тестова аудиторія сприйняла це погано. У жовтні 2012 року оригінальний фінал був відновлений і випущений разом із фільмом «The Director's Cut» на DVD та Blu-ray. Нова пісня для Одрі II, «Mean Green Mother from Outer Space», була номінована на премію Оскар за найкращу оригінальну пісню.

### Запланований художній фільм
Рімейк мюзиклу у форматі повнометражного фільму планує Warner Bros. Pictures, режисер — Грег Берланті. Біллі Портер був обраний на роль голосу Одрі II, роль, яку він зіграв у постановці Miracle Theatre в Coral Gablesy 2003 р.

## Нагороди та номінації
| Рік  | Нагорода                             | Категорія                            | Номіновано                     | Результат |
| ---- | ------------------------------------ | ------------------------------------ | ------------------------------ | --------- |
| 1983 | Премія Драма Деск                    | Видатний мюзикл                      | Видатний мюзикл                | Перемога  |
| 1983 | Премія Драма Деск                    | Видатна актриса мюзиклу              | Елен Грін                      | Номінація |
| 1983 | Премія Драма Деск                    | Видатний актор мюзиклу другого плану | Франц Луз                      | Номінація |
| 1983 | Премія Драма Деск                    | Видатний режисер мюзиклу             | Говард Ешмен                   | Номінація |
| 1983 | Премія Драма Деск                    | Видатна музика                       | Алан Менкен                    | Номінація |
| 1983 | Премія Драма Деск                    | Видатні тексти пісень                | Говард Ешмен                   | Перемога  |
| 1983 | Outer Critics Circle Awards          | Кращий Оф-Бродвей мюзикл             | Кращий Оф-Бродвей мюзикл       | Перемога  |
| 1983 | Outer Critics Circle Awards          | Найкраще лібретто                    | Алан Менкен та Говард Ешмен    | Перемога  |
| 1983 | New York Drama Critics' Circle Award | Найкращий мюзикл                     | Найкращий мюзикл               | Перемога  |
| 1984 | Гремі                                | Кращий альбом музичного театру       | Кращий альбом музичного театру | Номінація |

| Рік  | Нагорода               | Категорія              | Номіновано  | Результат |
| ---- | ---------------------- | ---------------------- | ----------- | --------- |
| 1983 | Премія Лоуренса Олів'є | Мюзикл року            | Мюзикл року | Номінація |
| 1983 | Премія Лоуренса Олів'є | Актриса року у мюзиклі | Елен Грін   | Номінація |

| Рік  | Нагорода                    | Категорія                                    | Номіновано                  | Результат |
| ---- | --------------------------- | -------------------------------------------- | --------------------------- | --------- |
| 2004 | Премія Тоні                 | Найкращий виступ провідного актора у мюзиклі | Хантер Фостер               | Номінація |
| 2004 | Премія Драма Деск           | Видатний актор мюзиклу                       | Хантер Фостер               | Номінація |
| 2004 | Outer Critics Circle Awards | Видатне відродження мюзиклу                  | Видатне відродження мюзиклу | Номінація |
| 2004 | Outer Critics Circle Awards | Видатний актор мюзиклу                       | Хантер Фостер               | Номінація |
| 2004 | Outer Critics Circle Awards | Видатна актриса мюзиклу                      | Керрі Батлер                | Номінація |

| Рік  | Нагорода               | Категорія                                     | Номіновано                  | Результат |
| ---- | ---------------------- | --------------------------------------------- | --------------------------- | --------- |
| 2008 | Премія Лоуренса Олів'є | Видатне відродження мюзиклу                   | Видатне відродження мюзиклу | Номінація |
| 2008 | Премія Лоуренса Олів'є | Актриса року у мюзиклі                        | Шерідан Сміт                | Номінація |
| 2008 | Премія Лоуренса Олів'є | Найкращий виступ ролі другого плану у мюзиклі | Елістер МакГован            | Номінація |

| Рік  | Нагорода               | Категорія            | Номіновано   | Результат |
| ---- | ---------------------- | -------------------- | ------------ | --------- |
| 2019 | Премія Лоуренса Олів'є | Актор року у мюзиклі | Марк Антолін | Номінація |

| Рік  | Нагорода                    | Категорія                                           | Номіновано                                          | Результат |
| ---- | --------------------------- | --------------------------------------------------- | --------------------------------------------------- | --------- |
| 2020 | Lucille Lortel Awards       | Видатне відродження мюзиклу                         | Видатне відродження мюзиклу                         | Номінація |
| 2020 | Lucille Lortel Awards       | Видатний провідний актор мюзиклу                    | Джонатан Грофф                                      | Номінація |
| 2020 | Lucille Lortel Awards       | Видатний актор мюзиклу другого плану                | Крістіан Борль                                      | Перемога  |
| 2020 | Lucille Lortel Awards       | Видатна актриса мюзиклу другого плану               | Ari Groover                                         | Номінація |
| 2020 | Премія Драма Деск           | Видатне відродження мюзиклу                         | Видатне відродження мюзиклу                         | Перемога  |
| 2020 | Премія Драма Деск           | Видатна актриса мюзиклу                             | Теммі Бленчард                                      | Номінація |
| 2020 | Премія Драма Деск           | Видатний актор мюзиклу другого плану                | Крістіан Борль                                      | Перемога  |
| 2020 | Премія Драма Деск           | Видатний сценічний дизайн мюзиклу                   | Джуліан Крауч                                       | Номінація |
| 2020 | Премія Ліги Драми           | Видатне відродження мюзиклу (Бродвей чи Оф-Бродвей) | Видатне відродження мюзиклу (Бродвей чи Оф-Бродвей) | Перемога  |
| 2020 | Премія Ліги Драми           | Нагорода за видатну діяльність                      | Джонатан Грофф                                      | Номінація |
| 2020 | Премія Ліги Драми           | Нагорода за видатну діяльність                      | Джонатан Грофф                                      | Номінація |
| 2020 | Outer Critics Circle Awards | Видатне відродження мюзиклу                         | Видатне відродження мюзиклу                         | Відзнака  |
| 2020 | Outer Critics Circle Awards | Видатний режисер мюзиклу                            | Майкл Майєр                                         | Відзнака  |
| 2020 | Outer Critics Circle Awards | Видатний актор мюзиклу                              | Джонатан Грофф                                      | Відзнака  |
| 2020 | Outer Critics Circle Awards | Видатний актор мюзиклу другого плану                | Джонатан Грофф                                      | Відзнака  |
| 2020 | Премія Греммі               | Кращий альбом музичного театру                      | Кращий альбом музичного театру                      | Номінація |